# Курница
Курнѝца (на полски: Kórnica) е село в Южна Полша, Ополско войводство, Крапковишки окръг, община Крапковице. Според Полската статистическа служба към 31 декември 2009 г. селото има 671 жители.

## География

### Местоположение
Селото се намира в географския макрорегион Силезка равнина, който е част от Централноевропейската равнина. Разположено е край републикански път , на 11 км южно от общинския център град Крапковице.

## Инфраструктура
Селото е електрифицирано, има телефон и канализация. В Курница се намира пожарна команда, библиотека, функцинира футболен отбор. Разполага с основно училище, в което учат 81 ученика (към 2012 г.). В 2002 г. от общо 192 обитавани жилища – снабдени с топла вода (168 жилища), с газ (118 жилища), самостоятелен санитарен възел (167 жилища); 1 жилище имат площ под 30 m², 2 жилища от 30 до 39 m², 11 жилища от 40 до 49 m², 31 жилища от 50 до 59 m², 26 жилища от 60 до 79 m², 26 жилища от 80 до 99 m², 31 жилища от 100 до 119 m², 58 жилища над 119 m².

## Забележителности
В Регистърът на недвижимите паметници на Националния институт за наследството е вписано:
- Черква св. св Флориан и Себастиан от 1433 г.
- Ферма житница от 1795 г.
- Църковно гробище
- Kръст от 1893 г.

## Култура и образование
- Библиотека
- Основно училище

## Спорт
- Футболен отбор ЛЗС Курница